# مانكو تاكسوو السنغال
مانكو تاكسوو السنغال هو تحالف من عدة أحزاب سياسية منظمة لخوض الانتخابات التشريعية السنغالية لعام 2017. كان الهدف من التحالف في الأصل هو تشكيل قائمة معارضة موحدة لتحدي التحالف من أجل الجمهورية الذي يتزعمه الرئيس ماكي سال، لكن المفاوضات بين شخصيات معارضة رئيسية انهارت بسبب الخلافات حول ما إذا كان الرئيس السابق عبد الله واد أو عمدة داكار السابق المسجون، خليفة سال، سيرأس القائمة.  وبدلاً من ذلك، قاد واد ائتلافه الخاص، مانكو واتو، في الانتخابات.
تم تنظيم التحالف وقيادته بشكل أساسي من قبل خليفة سال، الذي انفصل عن الحزب الاشتراكي، ورئيس الوزراء السابق إدريسا سيك.  جاء الائتلاف في المركز الثالث في الانتخابات البرلمانية لعام 2017 بحصوله على 7 مقاعد. 